# Heterocerus peringueyi
Heterocerus peringueyi is een keversoort uit de familie oevergraafkevers (Heteroceridae). De wetenschappelijke naam van de soort is voor het eerst geldig gepubliceerd in 1919 door Grouvelle.